# ارلان
ارلان یکی از روستاهای استان آذربایجان شرقی است که در بخش کشکسرای شهرستان مرند واقع شده‌است. یکی از محصولات اصلی روستای ارلان که درآمد اصلی مردم روستا واقع می‌شود گردو و سیب سفید و زرد الو است. روستای ارلان جزو دهکده های توریستی،تفریحی استان اذربایجان شرقی است و سالانه پذیرای تعداد زیادی مسافر و بازدید کننده از استان های مجاور است.
این روستا بدلیل واقع شدن در دامنه های میشو دارای اب و هوایی خنک و معتدل بوده و بدلیل واقع شدن در بین کوه ها دارای گیاهان دارویی بی شمار می باشد.
همچنین بدیل موقعیت بی نظیر، مکانی برای تفریحات پاراگلایدر سواران و ورزشکاران چترباز کشورمان شده است.

## منبع
- | شهرها              | - بناب مرند - زنوز - مرند                                                                                                                                                                                                                                                                                                                                                                                                                                                                                                                                                                                                                                                                                                                    |
| دهستان‌ها و روستاها | \| بناب \| - النجق - اسداغی - دوگیجان - گوشه‌درق - جواش - مجیدآباد - نوجه‌ده‌درق - اردکلو - قینر - زرغان \| \| دولت‌آباد \| - ابرغان - بنگین - مجتمع کوره‌های آجرپزی - دولت‌آباد - هوجقان - کوهناب - نوجه‌ده‌شیخلر - ساری‌تپه - تازه‌کند آخوند \| \| زنوزق \| - چرچر - درق - هریس - کوه‌کمر - زمهریر - زنوزق \| \| هرزندات شرقی \| - اویندین - بابره علیا - بابره سفلی - دارانداش - ایستگاه هرزند - هرزند عتیق - هرزند - هاویستین - خانه‌سر - میاب - میزاب - قره‌تپه \| \| هرزندات غربی \| - چراگاه امیر - چایکسن - دیزج قربان - گلین‌قیه - کراب - مولو - عریان‌تپه - پیراسحق - قره‌بلاغ - ینگجه سادات - زال \| \| میشاب شمالی \| - انامق - بهرام - دیده‌بان - دیزج علیا - عیش‌آباد - گلجار - کندلج - محبوب‌آباد - ملایوسف - پیربالا - پیام - سگبان - شوردرق \| |
| بناب               | - النجق - اسداغی - دوگیجان - گوشه‌درق - جواش - مجیدآباد - نوجه‌ده‌درق - اردکلو - قینر - زرغان |
| دولت‌آباد           | - ابرغان - بنگین - مجتمع کوره‌های آجرپزی - دولت‌آباد - هوجقان - کوهناب - نوجه‌ده‌شیخلر - ساری‌تپه - تازه‌کند آخوند |
| زنوزق              | - چرچر - درق - هریس - کوه‌کمر - زمهریر - زنوزق |
| هرزندات شرقی       | - اویندین - بابره علیا - بابره سفلی - دارانداش - ایستگاه هرزند - هرزند عتیق - هرزند - هاویستین - خانه‌سر - میاب - میزاب - قره‌تپه |
| هرزندات غربی       | - چراگاه امیر - چایکسن - دیزج قربان - گلین‌قیه - کراب - مولو - عریان‌تپه - پیراسحق - قره‌بلاغ - ینگجه سادات - زال |
| میشاب شمالی        | - انامق - بهرام - دیده‌بان - دیزج علیا - عیش‌آباد - گلجار - کندلج - محبوب‌آباد - ملایوسف - پیربالا - پیام - سگبان - شوردرق |

| بناب         | - النجق - اسداغی - دوگیجان - گوشه‌درق - جواش - مجیدآباد - نوجه‌ده‌درق - اردکلو - قینر - زرغان                                      |
| دولت‌آباد     | - ابرغان - بنگین - مجتمع کوره‌های آجرپزی - دولت‌آباد - هوجقان - کوهناب - نوجه‌ده‌شیخلر - ساری‌تپه - تازه‌کند آخوند                    |
| زنوزق        | - چرچر - درق - هریس - کوه‌کمر - زمهریر - زنوزق                                                                                   |
| هرزندات شرقی | - اویندین - بابره علیا - بابره سفلی - دارانداش - ایستگاه هرزند - هرزند عتیق - هرزند - هاویستین - خانه‌سر - میاب - میزاب - قره‌تپه |
| هرزندات غربی | - چراگاه امیر - چایکسن - دیزج قربان - گلین‌قیه - کراب - مولو - عریان‌تپه - پیراسحق - قره‌بلاغ - ینگجه سادات - زال                  |
| میشاب شمالی  | - انامق - بهرام - دیده‌بان - دیزج علیا - عیش‌آباد - گلجار - کندلج - محبوب‌آباد - ملایوسف - پیربالا - پیام - سگبان - شوردرق         |

| شهرها              | - یامچی |
| دهستان‌ها و روستاها | \| ذوالبین \| - آرباتان - باروج - فارفار - گله‌بان - گل‌زار - لیوار - مرکید - مرکید خرابه‌سی - قلندر - قمیش‌آغل - قوش قیه‌سی - روم قویوسی \| \| یکانات \| - آغ‌کهریز - امیرآباد - عرب‌کهریز - اصلی‌کندی - مغولو - شامقلوی سفلی - یکان کهریز - یکان علیا - یکان سعدی - ینگجه کرد - ینگجه یارانمیش \| |
| ذوالبین            | - آرباتان - باروج - فارفار - گله‌بان - گل‌زار - لیوار - مرکید - مرکید خرابه‌سی - قلندر - قمیش‌آغل - قوش قیه‌سی - روم قویوسی |
| یکانات             | - آغ‌کهریز - امیرآباد - عرب‌کهریز - اصلی‌کندی - مغولو - شامقلوی سفلی - یکان کهریز - یکان علیا - یکان سعدی - ینگجه کرد - ینگجه یارانمیش |

| ذوالبین | - آرباتان - باروج - فارفار - گله‌بان - گل‌زار - لیوار - مرکید - مرکید خرابه‌سی - قلندر - قمیش‌آغل - قوش قیه‌سی - روم قویوسی              |
| یکانات  | - آغ‌کهریز - امیرآباد - عرب‌کهریز - اصلی‌کندی - مغولو - شامقلوی سفلی - یکان کهریز - یکان علیا - یکان سعدی - ینگجه کرد - ینگجه یارانمیش |

| شهرها              | - دیزج حسین‌بیگ - کشکسرای |
| دهستان‌ها و روستاها | \| کشکسرای \| - ارلان - ارسی - گزافر - جامعه بزرگ - خلخال - نورآباد - قاپولوخ - قراجه فیض‌اله - قراجه محمد - قرخلار - قرمزی‌قشلاق - سیدلو - سرخه - وانلوجق - زنجیره \| \| یالقوزآغاج \| - ایلات یالقوزآغاج - درویش‌محمد - یالقوزآغاج \| |
| کشکسرای            | - ارلان - ارسی - گزافر - جامعه بزرگ - خلخال - نورآباد - قاپولوخ - قراجه فیض‌اله - قراجه محمد - قرخلار - قرمزی‌قشلاق - سیدلو - سرخه - وانلوجق - زنجیره                                                                                  |
| یالقوزآغاج         | - ایلات یالقوزآغاج - درویش‌محمد - یالقوزآغاج |

| کشکسرای    | - ارلان - ارسی - گزافر - جامعه بزرگ - خلخال - نورآباد - قاپولوخ - قراجه فیض‌اله - قراجه محمد - قرخلار - قرمزی‌قشلاق - سیدلو - سرخه - وانلوجق - زنجیره |
| یالقوزآغاج | - ایلات یالقوزآغاج - درویش‌محمد - یالقوزآغاج |

| شهرها              | - بناب مرند - زنوز - مرند |
| دهستان‌ها و روستاها | \| بناب \| - النجق - اسداغی - دوگیجان - گوشه‌درق - جواش - مجیدآباد - نوجه‌ده‌درق - اردکلو - قینر - زرغان \| \| دولت‌آباد \| - ابرغان - بنگین - مجتمع کوره‌های آجرپزی - دولت‌آباد - هوجقان - کوهناب - نوجه‌ده‌شیخلر - ساری‌تپه - تازه‌کند آخوند \| \| زنوزق \| - چرچر - درق - هریس - کوه‌کمر - زمهریر - زنوزق \| \| هرزندات شرقی \| - اویندین - بابره علیا - بابره سفلی - دارانداش - ایستگاه هرزند - هرزند عتیق - هرزند - هاویستین - خانه‌سر - میاب - میزاب - قره‌تپه \| \| هرزندات غربی \| - چراگاه امیر - چایکسن - دیزج قربان - گلین‌قیه - کراب - مولو - عریان‌تپه - پیراسحق - قره‌بلاغ - ینگجه سادات - زال \| \| میشاب شمالی \| - انامق - بهرام - دیده‌بان - دیزج علیا - عیش‌آباد - گلجار - کندلج - محبوب‌آباد - ملایوسف - پیربالا - پیام - سگبان - شوردرق \| |
| بناب               | - النجق - اسداغی - دوگیجان - گوشه‌درق - جواش - مجیدآباد - نوجه‌ده‌درق - اردکلو - قینر - زرغان |
| دولت‌آباد           | - ابرغان - بنگین - مجتمع کوره‌های آجرپزی - دولت‌آباد - هوجقان - کوهناب - نوجه‌ده‌شیخلر - ساری‌تپه - تازه‌کند آخوند |
| زنوزق              | - چرچر - درق - هریس - کوه‌کمر - زمهریر - زنوزق |
| هرزندات شرقی       | - اویندین - بابره علیا - بابره سفلی - دارانداش - ایستگاه هرزند - هرزند عتیق - هرزند - هاویستین - خانه‌سر - میاب - میزاب - قره‌تپه |
| هرزندات غربی       | - چراگاه امیر - چایکسن - دیزج قربان - گلین‌قیه - کراب - مولو - عریان‌تپه - پیراسحق - قره‌بلاغ - ینگجه سادات - زال |
| میشاب شمالی        | - انامق - بهرام - دیده‌بان - دیزج علیا - عیش‌آباد - گلجار - کندلج - محبوب‌آباد - ملایوسف - پیربالا - پیام - سگبان - شوردرق |

| بناب         | - النجق - اسداغی - دوگیجان - گوشه‌درق - جواش - مجیدآباد - نوجه‌ده‌درق - اردکلو - قینر - زرغان                                      |
| دولت‌آباد     | - ابرغان - بنگین - مجتمع کوره‌های آجرپزی - دولت‌آباد - هوجقان - کوهناب - نوجه‌ده‌شیخلر - ساری‌تپه - تازه‌کند آخوند                    |
| زنوزق        | - چرچر - درق - هریس - کوه‌کمر - زمهریر - زنوزق                                                                                   |
| هرزندات شرقی | - اویندین - بابره علیا - بابره سفلی - دارانداش - ایستگاه هرزند - هرزند عتیق - هرزند - هاویستین - خانه‌سر - میاب - میزاب - قره‌تپه |
| هرزندات غربی | - چراگاه امیر - چایکسن - دیزج قربان - گلین‌قیه - کراب - مولو - عریان‌تپه - پیراسحق - قره‌بلاغ - ینگجه سادات - زال                  |
| میشاب شمالی  | - انامق - بهرام - دیده‌بان - دیزج علیا - عیش‌آباد - گلجار - کندلج - محبوب‌آباد - ملایوسف - پیربالا - پیام - سگبان - شوردرق         |

| شهرها              | - یامچی |
| دهستان‌ها و روستاها | \| ذوالبین \| - آرباتان - باروج - فارفار - گله‌بان - گل‌زار - لیوار - مرکید - مرکید خرابه‌سی - قلندر - قمیش‌آغل - قوش قیه‌سی - روم قویوسی \| \| یکانات \| - آغ‌کهریز - امیرآباد - عرب‌کهریز - اصلی‌کندی - مغولو - شامقلوی سفلی - یکان کهریز - یکان علیا - یکان سعدی - ینگجه کرد - ینگجه یارانمیش \| |
| ذوالبین            | - آرباتان - باروج - فارفار - گله‌بان - گل‌زار - لیوار - مرکید - مرکید خرابه‌سی - قلندر - قمیش‌آغل - قوش قیه‌سی - روم قویوسی |
| یکانات             | - آغ‌کهریز - امیرآباد - عرب‌کهریز - اصلی‌کندی - مغولو - شامقلوی سفلی - یکان کهریز - یکان علیا - یکان سعدی - ینگجه کرد - ینگجه یارانمیش |

| ذوالبین | - آرباتان - باروج - فارفار - گله‌بان - گل‌زار - لیوار - مرکید - مرکید خرابه‌سی - قلندر - قمیش‌آغل - قوش قیه‌سی - روم قویوسی              |
| یکانات  | - آغ‌کهریز - امیرآباد - عرب‌کهریز - اصلی‌کندی - مغولو - شامقلوی سفلی - یکان کهریز - یکان علیا - یکان سعدی - ینگجه کرد - ینگجه یارانمیش |

| شهرها              | - دیزج حسین‌بیگ - کشکسرای |
| دهستان‌ها و روستاها | \| کشکسرای \| - ارلان - ارسی - گزافر - جامعه بزرگ - خلخال - نورآباد - قاپولوخ - قراجه فیض‌اله - قراجه محمد - قرخلار - قرمزی‌قشلاق - سیدلو - سرخه - وانلوجق - زنجیره \| \| یالقوزآغاج \| - ایلات یالقوزآغاج - درویش‌محمد - یالقوزآغاج \| |
| کشکسرای            | - ارلان - ارسی - گزافر - جامعه بزرگ - خلخال - نورآباد - قاپولوخ - قراجه فیض‌اله - قراجه محمد - قرخلار - قرمزی‌قشلاق - سیدلو - سرخه - وانلوجق - زنجیره                                                                                  |
| یالقوزآغاج         | - ایلات یالقوزآغاج - درویش‌محمد - یالقوزآغاج |

| کشکسرای    | - ارلان - ارسی - گزافر - جامعه بزرگ - خلخال - نورآباد - قاپولوخ - قراجه فیض‌اله - قراجه محمد - قرخلار - قرمزی‌قشلاق - سیدلو - سرخه - وانلوجق - زنجیره |
| یالقوزآغاج | - ایلات یالقوزآغاج - درویش‌محمد - یالقوزآغاج |